# Herbert Pankau
Herbert Pankau (4. října 1941, Złotów – 25. července 2025) byl východoněmecký fotbalista, pravý záložník.

## Fotbalová kariéra
Ve východoněmecké oberlize hrál za FC Hansa Rostock, nastoupil ve 257 ligových utkáních a dal 30 gólů. Ve Veletržním poháru nastoupil v 8 utkáních a dal 1 gól. Reprezentoval Německo na LOH 1964 v Tokiu, nastoupil v 5 utkáních a získal s týmem bronzové medaile za 3. místo. Za východoněmeckou fotbalovou reprezentaci nastoupil v letech 1962-1967 ve 25 utkáních a dal 4 góly.

## Ligová bilance
| Ročník          | Zápasy | Góly |                  |
| --------------- | ------ | ---- | ---------------- |
| I. liga 1960    | 20     | 1    | Empor Rostock    |
| I. liga 1961/62 | 30     | 3    | Empor Rostock    |
| I. liga 1962/63 | 26     | 0    | Empor Rostock    |
| I. liga 1963/64 | 16     | 0    | Empor Rostock    |
| I. liga 1964/65 | 22     | 0    | Empor Rostock    |
| I. liga 1965/66 | 26     | 4    | FC Hansa Rostock |
| I. liga 1966/67 | 26     | 4    | FC Hansa Rostock |
| I. liga 1967/68 | 23     | 6    | FC Hansa Rostock |
| I. liga 1968/69 | 24     | 4    | FC Hansa Rostock |
| I. liga 1969/70 | 22     | 4    | FC Hansa Rostock |
| I. liga 1970/71 | 22     | 4    | FC Hansa Rostock |
| CELKEM I. liga  | 257    | 30   |                  |